# Steve Guénette
Steve Guénette (né le 13 novembre 1965 à Gloucester en Ontario au Canada) est un joueur professionnel canadien de hockey sur glace qui évoluait au poste de gardien de but.

## Biographie
Guénette commence sa carrière en jouant dans la Ligue de hockey de l'Ontario avec les Platers de Guelph en 1983-84. Après sa deuxième saison dans la LHO avec les Platers, il signe un contrat professionnel en tant qu'agent libre avec les Penguins de Pittsburgh de la Ligue nationale de hockey. Il reste encore une saison dans la LHO et guide son équipe à remporter la Coupe J.-Ross-Robertson du champion des séries éliminatoires de la LHO. L'équipe remporte dans la foulée la Coupe Mémorial de la Ligue canadienne de hockey. À titre personnel, il remporte le trophée Leo-Lalonde du meilleur joueur sur-âgé de la LHO ainsi que le trophée Hap-Emms du meilleur gardien de la Coupe,.
Il fait ses débuts dans la LNH lors de la saison 1986-1987 mais passe le plus clair de son temps dans la Ligue américaine de hockey avec les Skipjacks de Baltimore, équipe affiliée aux Penguins. Ces derniers comptent dans leurs rangs déjà plusieurs gardiens : Gilles Meloche, Roberto Romano et Pat Riggin. Lors de la saison suivante, Frank Pietrangelo prend la place de Romano et les quatre gardiens se partagent les 80 matchs quasiment de manière égale avec 19 matchs de joués pour Guénette. Il est le gardien le plus utilisé par les Golden Eagles de Salt Lake de la Ligue internationale de hockey, nouvelle équipe affiliée aux Penguins, et remporte le trophée James-Norris, en tant que gardien ayant encaissé le moins grand nombre de buts en une saison.
En 1988-1989, les Penguins signent un contrat avec Tom Barrasso qui devient le gardien titulaire de l'équipe jouant plus de la moitié des matchs de la saison. Guénette poursuit sa route dans la LNH en signant le 9 janvier 1989 avec les Flames de Calgary mais il n'y connaît qu'un rôle de deuxième plan. Il met fin à sa carrière en 1992.

## Honneurs et trophées
- Ligue canadienne de hockey
  - 1986 
    - Coupe J.-Ross-Robertson,
    - Coupe Memorial,
    - Trophée Leo-Lalonde
    - Trophée Hap-Emms
    - sélectionné dans l'équipe d'étoiles de la Coupe Memorial
- Ligue américaine de hockey
  - 1986-1987 —  plus grand nombre de blanchissages de l'histoire des Skipjacks de Baltimore avec cinq réalisations en une saison
- Ligue internationale de hockey
  - 1987-1988 — trophée James-Norris